# Fosterbröderna
Fosterbröderna är två bronsskulpturer av den svenske konstnären Theodor Lundberg från 1888. Den ena skulpturen inköptes 1891 av Nationalmuseum i Stockholm och är utställd i Museiparken omedelbart nordväst om museet. Statens Museum for Kunst i Köpenhamn förvärvade den andra skulpturen 1890. 
Den kraftfullt, realistiska och monumentala skulpturgruppen skildrar två kämpar efter striden, den äldre lyfter med ett kraftigt grepp upp sin sårade kamrat och söker fånga hans slocknande blick. Den är signerad Th. Lundberg Roma 1888. 